# Macroeme condyla
Macroeme condyla là một loài bọ cánh cứng trong họ Cerambycidae.